# レゴバットマン ザ・ムービー
『レゴバットマン ザ・ムービー』（原題：The Lego Batman Movie）は、2017年のアメリカ合衆国とデンマークの合作によるコンピュータアニメーション・スーパーヒーロー・冒険・アクション・SF・コメディ映画である。レゴブロックと、DCコミックスによるアメリカン・コミック『バットマン』を基にしている。『LEGO ムービー』のスピンオフ作品だがストーリー上の直接の繋がりはない。 監督は前作『LEGO ムービー』の編集を手掛けたクリス・マッケイが務める。
レゴブロックで構築されたゴッサムシティを舞台に、ジョーカーのゴッサム乗っ取り計画を阻止すべく、一匹オオカミだったバットマンがほかのスーパーヒーローたちと協力して戦う姿を描くアニメーション映画である。

## あらすじ
バットマンはゴッサムシティを守るため日々悪党たちと戦い続けている。ジョーカーのゴッサム発電所爆破計画による街の破壊を阻止した際、バットマンの一言がジョーカーのライバル心を駆り立ててしまう。翌日、ブルース・ウェインとして市が主催するパーティに参加するバットマン。そこではゴードン本部長の退任式と娘であるバーバラ・ゴードン新本部長の就任が発表された。バーバラはバットマンに頼らない新体制を宣言しバットマンを困惑させる。そこへジョーカーが悪党仲間を連れてパーティ会場に現れ、自首してきた。

## 登場人物
バットマン
マスター・ビルダーの一人で本作の主人公。世間ではもてはやされ、本人も鼻にかけているナルシストで自己中心的な性格だが、家では孤独な生活を送っている。本人曰く「俺の最大のライバルはスーパーマン」とのことでこの発言が後の大騒動に発展してしまう
ロビン
バットマンに憧れる少年。ひょんな事からブルースの養子と暮らすことになる。
バットガール
新任のゴッサム市警本部長。正義感が強く、ゴッサムシティの治安を守るためバットマンと協力する。
アルフレッド
バットマンの執事。厳しくもいつも主人の身を案じている。
ジョーカー
「犯罪界の道化王子」兼「バットマンの最大の宿敵」を自称する悪党。悪の軍団を引き連れ、バットマンへの復讐を企む一方、バットマンに大嫌いな宿敵と認められたいという強い願望を持っている。
ハーレイ・クイン
ジョーカーのガールフレンド。
スーパーマン（Superman）
バットマンと同じDCコミックスの出身スーパーヒーロー。
『レゴ スーパー・ヒーローズ』から登場したクロスオーバーのキャラクター。
グリーンランタン（Green Lantern）
バットマンと同じDCコミックスの出身スーパーヒーロー。
『レゴ スーパー・ヒーローズ』から登場したクロスオーバーのキャラクター。

### 悪党軍団
悪者たちを幽閉するファントムゾーン（極悪ゾーン）にいる
グレムリン
『グレムリン』からの登場。
サウロン
冥王。監視塔的な役割。『ロード・オブ・ザ・リング』からの登場。　
沼怪人（スワンプ・クリーチャー）
ドラキュラ伯爵
ミイラ男
LEGO Monster Fightersからの登場。
ブルース
巨大な人食い鮫。『ジョーズ』からの登場。
キングコング
『キングコング』からの登場。
ヴォルデモート卿
ハリー・ポッターシリーズからの登場。
クラーケン
メデューサ
『タイタンの戦い』からの登場。
ダーレク
ロボットと表現される。『ドクター・フー』からの登場。
エージェント・スミス
マトリックスシリーズからの登場。
ティラノサウルス
ヴェロキラプトル
ジュラシック・パークシリーズからの登場。
西の悪い魔女
空飛ぶ猿
『オズの魔法使』からの登場。
骸骨剣士
『アルゴ探検隊の大冒険』からの登場。

### DCヴィランズ
- ベイン
- Captain Boomerang
- Calculator
- Calendar Man
- Catman
- キャットウーマン
- クレイフェイス
- Clock King
- Condiment King
- Crazy Quilt
- Doctor Phosphorus
- Egghead
- Eraser
- Gentleman Ghost
- Hench-Penguin
- Hugo Strange
- The Kabuki Twins
- キラー・クロック
- キラー・モス
- King Tut
- Kite Man
- Magpie
- Man-Bat
- March Harriet
- Mime
- ミスター・フリーズ
- Mutant Leader
- Orca
- ペンギン
- ポイズン・アイヴィー
- Polka-Dot Man
- Red Hood
- リドラー
- スケアクロウ
- Tarantula
- トゥーフェイス
- Zebra-Man
- Zodiac Master
- ゾッド将軍 (from Superman)

## キャスト
| 役名                                          | 原語版                       | 日本語吹替                |
| --------------------------------------------- | ---------------------------- | ------------------------- |
| ブルース・ウェイン / バットマン               | ウィル・アーネット           | 山寺宏一                  |
| ジョーカー                                    | ザック・ガリフィアナキス     | 子安武人                  |
| ディック・グレイソン / ロビン                 | マイケル・セラ               | 小島よしお                |
| バーバラ・ゴードン / バットガール             | ロザリオ・ドーソン           | 沢城みゆき                |
| マカスキル市長                                | マライア・キャリー           | オカリナ （おかずクラブ） |
| ジェームズ・ゴードン                          | ヘクター・エリゾンド         | 間宮康弘                  |
| ハーリーン・クインゼル博士 / ハーレイ・クイン | ジェニー・スレイト           | 雨蘭咲木子                |
| ハービー・デント/トゥーフェイス               | ビリー・ディー・ウィリアムズ | 丸山壮史                  |
| セリーナ・カイル / キャットウーマン           | ゾーイ・クラヴィッツ         | 中恵光城                  |
| エドワード・ニグマ / リドラー                 | コナン・オブライエン         | 不明                      |
| パメラ・アイズリー / ポイズン・アイビー       | リキ・リンドホーム           | ゆいP （おかずクラブ）    |
| ジョナサン・クレイン博士 / スケアクロウ       | ジェイソン・マンツォーカス   | 綿貫竜之介                |
| ベイン                                        | ダグ・ベンソン               | 白熊寛嗣                  |
| バジル・カルロ / クレイフェイス               | ケイト・ミクーチ             | 森なな子                  |
| ヴォルデモート卿                              | エディー・イザード           | 不明                      |
| キングコング                                  | セス・グリーン               | かぬか光明                |
| サウロン                                      | ジェマイン・クレメント       | 立木文彦                  |
| コンピュータ                                  | Siri                         | 田中敦子                  |
| アルフレッド・ペニーワース                    | レイフ・ファインズ           | 菅生隆之                  |
| クラーク・ケント/スーパーマン                 | チャニング・テイタム         | 花田光                    |
| ハル・ジョーダン/グリーンランタン             | ジョナ・ヒル                 | 落合弘治                  |
| バリー・アレン / フラッシュ                   | アダム・ディヴァイン         | 北田理道                  |
| ペンギン                                      | [ 6 ]                        | 後藤光祐                  |
| 悪い魔女                                      | リキ・リンドホーム           | 種市桃子                  |
| 半魚人                                        | [ 6 ]                        | 山橋正臣                  |
| 男性キャスター                                |                              | 横山太一                  |
| 女性キャスター                                | [ 6 ]                        | 塩尻奈都子                |

- 日本語吹替版スタッフ

翻訳：佐藤恵子、翻訳監修：ピエール杉浦、演出：久保宗一郎、歌唱演出：市之瀬洋一、制作：東北新社

## 製作
主人公のバットマンは、従来作品の知的で寡黙なイメージとは異なり、ナルシストな寂しがり屋な性格として描かれている。また宿敵のジョーカーもバットマンの宿敵は自分しか考えられないと訴えるなどバットマンとは違った寂しがり屋のかまってちゃんになっている。
登場する街やキャラクターは本物のレゴブロックで作ったかのような造形に見えるが、全編CGアニメーションで作られており、オーストラリアのVFX制作会社アニマル・ロジックが制作を手掛けている。
日本語吹替え版主題歌はKis-My-Ft2の「レッツゴー!!」。

## 評価
日本では、2017年3月31日、4月1日付のぴあ映画初日満足度ランキングで1位となった。

### 興行収入
アメリカでは公開から2週連続で1位を獲得し、全世界興行収入は2億200万ドル（約230億円）を突破した。